# Joachim Matthiæ Lyth
Joachim Matthiæ Lyth (skrev sig själv Joachim Lüth, vid Uppsala universitet inskriven som Joachimus Mathia Lijt), född 1679, död 1746, var en svensk militär.
Lyth deltog i Karl XII:s fälttåg från 1703, sårades i benet under belägringen av Thorn, deltog i slaget vid Fraustadt 1706 och Slaget vid Holowczyn 1708. Befordrad till löjtnant deltog han i slaget vid Poltava, tillfångatogs i kapitulationen vid Perevolotjna och fördes som fången till Solikamsk i västra Sibirien. Lyths dagboksanteckningar från krigsåren 1703–10 och 1715–22 utgavs av August Quennerstedt i Karolinska krigares dagböcker.